# Statua equestre di San Venceslao
La statua equestre di San Venceslao (in lingua ceca Pomník svatého Václava), è un monumento bronzeo, dedicato principalmente al santo protettore della Repubblica Ceca il duca di Boemia Venceslao I. È situato nell'importante omonima piazza del quartiere di Nové Město a Praga.
Il complesso è riconosciuto come monumento di importanza culturale per la Repubblica Ceca (in lingua ceca kulturní památka), con la sigla 39814/1-1042, e dal 1995 anche come monumento storico nazionale con la sigla 176.

## Storia

### La prima statua
La statua equestre attualmente in trono in piazza San Venceslao non è la prima ad essere stata eseguita e collocata nella piazza. La prima statua, eretta nel 1680 in stile barocco, è stata frutto del lavoro dello scultore Jan Jiří Bendl e venne posta nella piazza del Mercato dei Cavalli, che era il nome della piazza San Venceslao fino al 1848. I servizi religiosi vennero forniti davanti alla statua quando le chiese vennero chiuse, come avvenne durante le epidemie di peste.

### La seconda statua
Nel 1879 la prima statua equestre venne trasferita a Vysehrad. In un clima di rinnovamento del sentimento patriottico ceco e per sostituirla, le autorità comunali decisero di organizzare una raccolta di fondi per il finanziamento di un nuovo monumento all'onore del santo nella piazza ormai a lui dedicata. Raggiunti i fondi necessari solo nel 1894, il comune indì un concorso per costruire una nuova statua. Il concorso, a cui parteciparono otto artisti coi loro progetti, venne superato solo da Josef Václav Myslbek e Bohuslav Schnirch ma l'incarico venne affidato a Myslbek, fondatore della moderna scultura ceca, che ottenne quindi la facoltà di realizzazione della statua equestre, già preparata nel 1887 per il Ministero della Cultura in un clima di ostilità ceca rispetto al dominio dell'Impero austro-ungarico.
Per la realizzazione del monumento Myslbek fu circondato dall'architetto Alois Dryak, autore della base del monumento, e dallo scultore Celda Kloucek, autore della decorazione della base del monumento. La statua equestre in sé venne montata nel 1912, mentre le statue di tre dei quattro santi che la circondano (Procopio di Sázava, Ludmilla di Boemia e Agnese di Boemia) vennero poste l'anno seguente, nel 1913. L'ultima statua, che rappresenta Adalberto di Praga, venne posta invece solo nel 1924.
Il monumento è stata oggetto di un importante restauro nel 2004.

### Ricordo dell'indipendenza
Il monumento era in ultimazione all'onore del santo patrono ceco in un clima di grande tensione rispetto al dominio dell'Impero Austro-Ungarico sui territori cechi ed, in seguito all'indipendenza ceca dall'Austria-Ungheria avvenuta il 28 ottobre del 1918 con la dissoluzione dell'Impero Austro-Ungarico e la fine della Grande Guerra, venne posta ai piedi del monumento una scritta recante la storica data dell'indipendenza a ricordo perenne dei ribelli cechi da sempre ostili agli austro-ungarici.

## Descrizione
Il monumento è in realtà un complesso di cinque statue bronzee: nel posto più importante, centrale e più alto, è posta la statua di un cavaliere montato a cavallo, Venceslao I, dominante nell'effetto le statue degli altri quattro santi patroni della Repubblica Ceca insieme a San Venceslao, San Procopio di Sázava, Santa Ludmilla di Boemia, Sant'Agnese di Boemia e Sant'Adalberto di Praga, posti in un livello inferiore del basamento, ai quattro vertici della base centrale, da sinistra a destra con vista dalla facciata del complesso; nella facciata Santa Ludmilla e San Procopio mentre nel retro Sant'Agnese e Sant'Adalberto.
Sul basamento della statua equestre è posta la scritta, in lingua ceca, "SVATÝ VÁCLAVE VÉVODO ČESKÉ ZEMĚ KNÍŽE NÁŠ NEDEJ ZAHYNOUT NÁM NI BUDOUCÍM" a significare, in italiano, ""SAN VENCESLAO, DUCA DI TERRE CECHE, NOSTRO PRINCIPE, NON PERMETTERE IL PERIRE NOSTRO O DEI NOSTRI FIGLI". È inoltre presente uno scudo con l'aquila, simbolo del santo.
Il monumento, circondato e protetto da una spessa recinzione, ospita nella sua area anche il ricordo dell'indipendenza ceca dall'Austria-Ungheria, formulato con la scritta posta sul pavimento davanti al complesso, in caratteri dorati, "28 X 1918" ossia 28 ottobre 1918, data dell'indipendenza.

## Numismatica

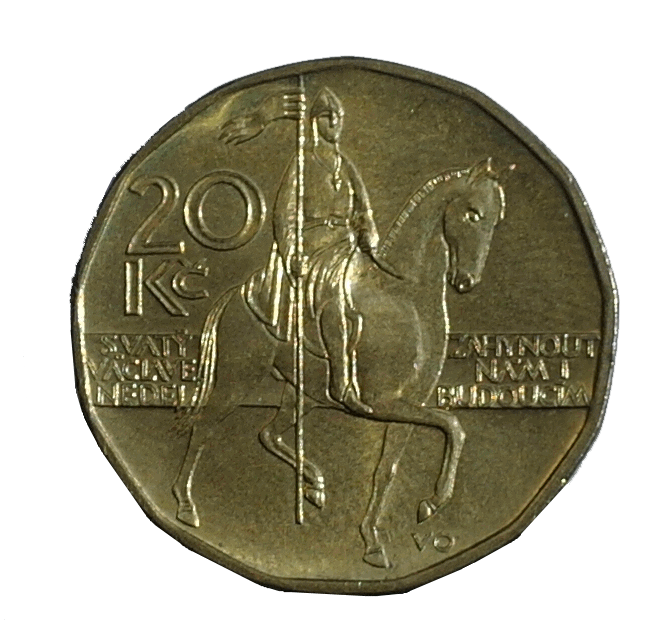
20 corone ceche in moneta

Il monumento è ricordato, nella sua statua equestre, nella moneta da 20 della valuta nazionale, la corona ceca, dal 1993.

## La parodia

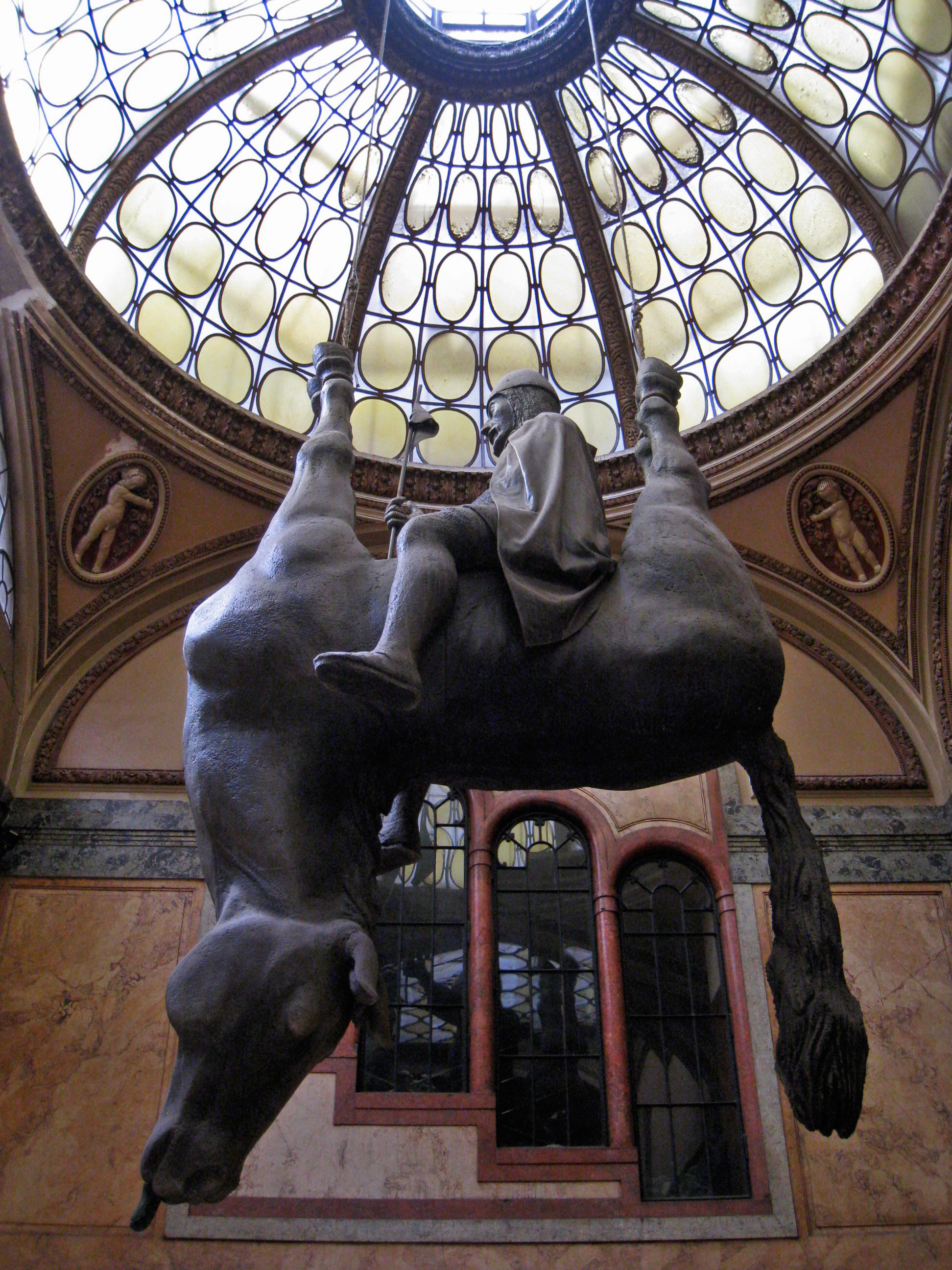
La parodia realizzata da David Černý

David Černý, scultore ceco, realizzò una parodia della statua, oggi esposta appesa nel Palazzo Lucerna, affacciante in piazza San Venceslao, che vede il santo duca boemo cavalcare il suo cavallo, visibilmente morto, al contrario.
Anche se l'autore non ha specificato il perché di tale iniziativa, si ritiene che la parodia rappresenti un chiaro attacco politico all'allora presidente della Repubblica Ceca Václav Klaus.